# NGC 4037
NGC 4037 é uma galáxia espiral barrada (SBb) localizada na direcção da constelação de Coma Berenices. Possui uma declinação de +13° 24' 02" e uma ascensão recta de 12 horas, 01 minutos e 23,8 segundos.
A galáxia NGC 4037 foi descoberta em 8 de Abril de 1784 por William Herschel.